# Grand Prix de la Libération
El Grand Prix de la Libération fue una prueba ciclista que se disputaba en los Países Bajos, en la modalidad de contrarreloj por equipos disputada solamente entre los años 1988 y 1991, en un total de cuatro ediciones. 
Formó parte de la Copa del Mundo de Ciclismo desde 1989 hasta el año de su desaparición. Se disputaba durante el mes de septiembre.
Fue la precursora de la Contrarreloj por Equipos ProTeam, que dejó de celebrarse en 2007.

## Palmarés
| Año  | Ganador             | Segundo              | Tercero             |
| ---- | ------------------- | -------------------- | ------------------- |
| 1988 | Superconfex         | Roland               | PDM-Ultima-Concorde |
| 1989 | TVM-Ragno           | Super U-Raleigh-Fiat | Histor-Sigma        |
| 1990 | PDM-Concorde-Ultima | ONCE                 | Buckler             |
| 1991 | Buckler             | ONCE                 | Panasonic-Sportlife |

## Palmarés por países
| País         | Victorias |
| ------------ | --------- |
| Países Bajos | 4         |